# Colonia Valle de la Esperanza
Colonia Valle de la Esperanza är en ort i Mexiko.   Den ligger i kommunen Ahumada och delstaten Chihuahua, i den nordvästra delen av landet, 1 400 km nordväst om huvudstaden Mexico City. Colonia Valle de la Esperanza ligger 1 410 meter över havet och antalet invånare är 292.
Terrängen runt Colonia Valle de la Esperanza är platt åt nordost, men åt sydväst är den kuperad.  Trakten runt Colonia Valle de la Esperanza är nära nog obefolkad, med mindre än två invånare per kvadratkilometer. Colonia Valle de la Esperanza är det största samhället i trakten. Trakten runt Colonia Valle de la Esperanza består till största delen av jordbruksmark.